# Wang Yilyu
Wang Yilyu (en chino: 王懿律; Jiaxing, 8 de noviembre de 1994) es un deportista chino que compite en bádminton, en la modalidad de dobles mixto.
Participó en los Juegos Olímpicos de Tokio 2020, obteniendo una medalla de oro en la prueba de dobles mixto (junto con Huang Dongping). En los Juegos Asiáticos de 2018 consiguió dos medallas, oro por equipo y bronce en la prueba de doblkes mixto.
Ganó tres medallas en el Campeonato Mundial de Bádminton entre los años 2018 y 2022.

## Palmarés internacional
| Juegos Olímpicos   | Juegos Olímpicos    | Juegos Olímpicos  | Juegos Olímpicos |
| Año                | Lugar               | Medalla           | Prueba           |
| ------------------ | ------------------- | ----------------- | ---------------- |
| 2020               | Tokio (Japón)       | Medalla de oro    | Dobles mixto     |
| Campeonato Mundial |                     |                   |                  |
| Año                | Lugar               | Medalla           | Prueba           |
| 2018               | Nankín (China)      | Medalla de plata  | Dobles mixto     |
| 2019               | Basilea (Suiza)     | Medalla de bronce | Dobles mixto     |
| 2022               | Tokio (Japón)       | Medalla de bronce | Dobles mixto     |
| Juegos Asiáticos   |                     |                   |                  |
| Año                | Lugar               | Medalla           | Prueba           |
| 2018               | Yakarta (Indonesia) | Medalla de oro    | Equipo           |
| 2018               | Yakarta (Indonesia) | Medalla de bronce | Dobles mixto     |